# Tjoettsjevskaja
Tjoettsjevskaja (Russisch: Тютчевская) is een station aan de Troitskaja-lijn van de Moskouse metro dat op 7 september 2024 werd geopend.

## Geschiedenis
In 2012 werden twee okroegen ten zuiden van de MKAD door Moskou geannexeerd. Om deze een aansluiting op de metro te bieden werd besloten om met een nieuwe lijn, de Kommoenarka-radius, de vervoerscapaciteit te vergroten. Zodoende kunnen de extra reizigers uit de nieuwe woonwijken worden vervoerd zonder de bestaande lijnen extra te belasten. Deze reizigers zouden dan ten zuiden van de Grote Ringlijn over de nieuwe lijn reizen en zich bij het noordelijke eindpunt Oelitsa Novatorov via de Grote Ringlijn verdelen. In 2013 was er nog sprake van zes stations waarvan er drie buiten de MKAD zouden komen. Het noordelijkste buiten de MKAD zou bij Slavjanski Mir (Slavische Wereld), een terrein met fabriekswinkels langs de MKAD tussen het dorp Mosrentgen en de Kaloezjkoje Sjosse, komen. 
Het station werd aanbesteed als Slavjanski Mir, maar op 15 november 2020 kwam de voorzitter van de dorpsraad, O.A. Mitrofanov, met het voorstel om het station Tjoettsjevskaja te noemen. Deze naam verwijst naar Fjodor Tjoettsjev een Russische dichter die eigenaar was van het landgoed Troitskoje dat in de 19e eeuw in de directe omgeving van de stationslocatie lag. Op 20 juli 2021 werd de naam van het station, per decreet van de burgemeester van Moskou, gewijzigd in Tjoettsjevskaja en de opening van het station werd gepland voor 7 september 2024. Op 7 september werd het het zuidelijke eindpunt van de lijn totdat de lijn op 28 december 2024 werd verlengd naar Novomoskovskaja.

## Ligging en inrichting
Het station ligt parallel aan de MKAD bij km 42, het eilandperron ligt ten noorden van de Sosenka. Ten noorden van het perron lopen de tunnelbuizen onder de MKAD door naar Generala Tjoeleneva. Ten zuiden van de Sosenka liggen twee keersporen tussen de doorgaande sporen die via een kruiswissel aan de noordkant met de stationssporen zijn verbonden. Het station zelf is uitgevoerd als een moderne versie van de duizendpoot, het standaard ondergrondse station uit de tijd van Nikita Chroesjtsjov. Het plafond bestaat uit metalen platen en de zuilen hebben boven het voetstuk een plexiglas omhulsel zodat de betonnen ruwbouw zichtbaar blijft.

## Chronologie
- 17 april 2018: gunning van de uitvoering van de bouw en installatiewerk van het  traject  Oelitsa Novatorov – Kommoenarka aan JSC  Mosinzjproject.
- Juli 2019: Begin van het bouwrijp maken van het terrein.
- September 2019: Verwijdering van nutsvoorzieningen op het terrein en het begin van het slaan van damwanden rond de bouwput.
- 5 december 2019: De tunnelboormachine vertrekt voor het boren van de linker tunnelbuis vanuit Generala Tjoeleneva richting Tjoettsjevskaja.
- 1 februari 2020: Tunnelboormachine Darya vertrekt vanaf het station richting Generala Tjoeleneva voor het boren van de 825 m lange rechter tunnelbuis, de geboorde vierde tunnel van de Troitskaja-lijn.
- 17 maart 2020: Begin van het boren van de tunnels tussen Tjoettsjevskaja en Mamyri door de zes meter lange tunnelboormachine Maria.
- 7 september 2024: Opening van het station.
- 28 december 2024: Verlenging van de lijn ten zuiden van het station.